# Edwin Hall
Edwin Herbert Hall, född den 7 november 1855 i Gorham i Maine, USA, död den 20 november 1938 i Cambridge i Massachusetts, var en amerikansk fysiker, som 1895-1921 var professor i fysik vid Harvard University. Han undersökte elektriska fenomen och upptäckte 1879 den efter honom uppkallade halleffekten. Hall utgav flera läroböcker och laboratoriemanualer i fysik.

## Biografi
Hall fick sin grundutbildning vid Bowdoin College i Brunswick i Maine där han tog examen 1875. Han var rektor för Gould Academy 1875–1876 och rektor för Brunswick High School 1876–1877. Han gjorde sin forskarutbildning och forskning, och tog 1880 sin doktorsexamen, vid Johns Hopkins University där hans viktiga experiment utfördes.
Halleffekten upptäcktes av Hall 1879, då han arbetade med sin doktorsavhandling i fysik. Halls experiment bestod i att exponera tunt bladguld (och senare olika andra material) på en glasplatta och knackade av guldbladet vid punkter längs dess längd. Effekten är en potentialskillnad (Hallspänning) på motsatta sidor av ett tunt ark av ledande eller halvledande material (Hallelementet) genom vilket en elektrisk ström flödar. Detta skapades av ett magnetfält, applicerat vinkelrätt mot Hallelementet. Förhållandet mellan spänningen som skapas och mängden ström kallas hallmotståndet och är kännetecknande för materialet i elementet. År 1880 publicerades Halls experiment som doktorsavhandling i American Journal of Science och i Philosophical Magazine. 
Hall utnämndes till professor i fysik vid Harvard 1895 och efterträdde 1914 John Trowbridge som Rumfordprofessor i fysik. Han gick i pension 1921 och dog i Cambridge, Massachusetts 1938.
Halleffekten används i magnetiska fältsensorer, som finns i ett stort antal enheter, samt högeffektiva elektriska framdrivningssystem på rymdfarkoster.
I närvaro av stor magnetisk fältstyrka och låg temperatur kan man observera kvanthallseffekten, vilket är kvantiseringen av hallmotståndet. Detta är nu den officiella standarden för elektrisk resistans.